# Pierre Oba
Pierre Oba (ur. 17 lipca 1953 w Ollembé, Plateaux) – kongijski polityk, minister spraw wewnętrznych w latach 1997–2005, od 2005 roku minister górnictwa i geologii. 

## Życiorys
Ukończył studia prawnicze na uniwersytecie Mariena Ngouabiego. Odbył szkolenie wojskowe w Algierii. Od 1979 do 1992 roku był dyrektorem ds. bezpieczeństwa w przy prezydencie Ludowej Republiki Konga, od 1982 do 1992 był Komendantem Głównym Policji.

### Działalność polityczna
Był członkiem Komitetu Centralnego Kongijskiej Partii Pracy. 25 października 1997 roku został ministrem spraw wewnętrznych. W 2002 roku zmieniono przekształcono jego resort w ministerstwo bezpieczeństwa i policji. 7 stycznia 2005 roku został mianowany ministrem górnictwa, przemysłu górniczego i geologii. W maju 2021 roku został powołany na stanowisko ministra stanu ds. górnictwa i geologii.

## Życie prywatne
Jest żonaty, ma 16 dzieci. W 2010 roku uzyskał belgijskie obywatelstwo.